# أستريد يانسن
أستريد يانسن (بالهولندية: Astrid Jansen)‏ هي متزلجة فنية هولندية وكندية، ولدت في القرن العشرين.